# Litchfield Park
Litchfield Park je město v okrese Maricopa County ve státě Arizona ve Spojených státech amerických.
K roku 2007 zde žilo 5 593 obyvatel. S celkovou rozlohou 8,1 km² byla hustota zalidnění 558,4 obyvatel na km².